# Ян Ханас
Ян Ханас (пол. Jan Hanasz; 29 липня 1934, Торунь — 18 жовтня 2020) — польський астроном та свого часу активіст антикомуністичного руху «Солідарність». Ледь не єдиний відомий зломщик телевізійного сигналу (у США задокументовано ще три випадки злому, проте два з них так і залишилися анонімними, а третій був здійснений працівником телемовної станції). Ян Ханас — член Польської академії наук і професор.

## Злом телевізійного сигналу
Взагалі, проникнути до людей в телевізор — завдання з технічної точки зору дуже складне. На федеральному рівні це неможливо. Однак на невеликій території піратський трансмітер, якщо сигнал синхронізувати з федеральним, може заглушити центральну передачу. Саме це і відбулося в польському місті Торунь у вересні 1985 року, коли під час вечірніх новин на екрані у багатьох телеглядачів з'явилося антирадянське послання: «Досить підвищення цін, брехні і репресій! „Солідарність“, Торунь». Ще через пару тижнів глядачі побачили друге послання: «Наш обов'язок — бойкотувати вибори», — і логотип «Солідарності». Злом телесигналу здійснив Ян Ханас і троє його колег-астрономів, які зуміли роздобути справжній телетрансміттер, підключити його до примітивного комп'ютера Sanyo і впровадитися на телеекрани Торуні. Справа відбувалася на квартирі у Яна, антену винесли на балкон. У перший раз джерело сигналу не встигли помітити, однак після другої віщальної сесії за астрономами прийшли. Ян і його друзі були арештовані і звинувачені в підбурюванні до публічних заворушень. У 1986 році їх судили. Однак, беручи до уваги значні заслуги астрономів перед наукою і очевидну кризу комуністичної присутності в країні, Ян і його колеги відбулися штрафом і попередженням. Ханас також був знижений на посаді і ненадовго відсторонений від роботи над його супутниковим проектом в інституті, проте в 1987 році він повернувся на місце.